# Locomotiva A1 Peppercorn 60163 "Tornado"
La locomotiva A1 Peppercorn 60163 Tornado è una locomotiva a vapore costruita dall'A1 Steam Locomotive Trust in ricordo delle locomotive del gruppo A1 Peppercorn della London & North Eastern Railway (LNER) ed entrata in servizio nel 2009.
Il gruppo A1 Peppercorn, progettato dalla LNER tra il 1946 e il 1948 sotto la direzione di Arthur Henry Peppercorn per la linea dorsale est (East Coast Main Line) Londra-York-Newcastle upon Tyne-Edimburgo-Aberdeen ed entrato in servizio sotto l'amministrazione delle British Railways, venne giudicato fra i migliori gruppi di locomotive del parco inglese.
Sebbene tutte le unità che lo componevano fossero state demolite fra il 1964 e il 1966, la considerazione per l'attività di progettista del Peppercorn e dei suoi collaboratori suggerì a un gruppo di appassionati, poi denominatosi A1 Steam Locomotive Trust, l'idea di costruire a nuovo una locomotiva del gruppo A1 Peppercorn, con l'obiettivo di completare l'opera in tempo per partecipare alle manifestazioni previste per il 175º anniversario dell'inaugurazione della ferrovia Stockton-Darlington.
Sviluppato il progetto e grazie a un'intensa attività di sensibilizzazione che permise di reperire con donazioni di privati e di aziende industriali la somma necessaria, l'A1 Steam Locomotive Trust poté attrezzare una propria officina e fare costruire in stabilimenti specializzati le componenti della macchina, che venne montata e collaudata nel Regno Unito e autorizzata a circolare nel 2008.
Denominata 60163 Tornado, dal gennaio 2009 essa viene utilizzata regolarmente per la trazione di treni turistici e rievocativi.

## Le locomotive LNER A1 Peppercorn

### Premesse
Tra le quattro grandi aziende ferroviarie del Regno Unito costituite nel 1923 mediante l'aggregazione di diverse compagnie preesistenti, la LNER si distinse per la brillante attività dei propri responsabili del parco trazione (chief mechanical engineer), tra cui si annoverano sir Nigel Gresley (1876-1941), progettista della 4468 Mallard (poi BR 60022) detentrice del primato mondiale ufficiale di velocità per la trazione a vapore e presidente dell'Institution of Locomotive Engineers, Edward Thompson (1881-1954) e Arthur Henry Peppercorn (1889-1951), che tenne l'incarico dal 1946 al 1948.
Il Peppercorn, che era un seguace della scuola progettuale del Gresley, insieme a validi collaboratori sviluppò diversi progetti di locomotive a vapore, e in particolare quelli di macchine per treni viaggiatori espressi poi inserite nei gruppi A1 e A2, che furono progettate parallelamente fra il 1946 e il 1948.

### Progetto
Il progetto delle A1 Peppercorn prevedeva macchine in grado di erogare una potenza di 2000 kW e capaci di una velocità massima di 160 km/h.
Tra le caratteristiche salienti si citano il rodiggio (UIC) 2'C1' (Pacific), particolarmente idoneo per i servizi ad alta velocità (caratteristico, oltre che della LNER Mallard, del gruppo FS 691), il motore a tre cilindri e lo scappamento Kylchap.
Macchine giudicate, per gli aspetti termodinamico e meccanico, di sobria eleganza, non tesero a risultati da primato ma a un servizio di routine anche se caratterizzato da elevate prestazioni.

### Costruzione
Le A1 Peppercorn furono costruite in proprio dalla LNER negli stabilimenti di Doncaster e di Darlington e consegnate all'esercizio fra il 1948 e il 1949 come dalla tabella seguente.
| Numeri di matricola | Anni di costruzione | Officine   | Numeri di commessa | Note                                                                                 |
| ------------------- | ------------------- | ---------- | ------------------ | ------------------------------------------------------------------------------------ |
| 60114-60122         | 1948                | Doncaster  | 382                |                                                                                      |
| 60123               | 1949                | Doncaster  | 382                |                                                                                      |
| 60124-60129         | 1949                | Doncaster  | 383                |                                                                                      |
| 60130-60143         | 1948                | Darlington | —                  |                                                                                      |
| 60144-60152         | 1949                | Darlington | —                  |                                                                                      |
| 60153-60157         | 1949                | Doncaster  | 388                | Le unità 60153-60157 furono costruite con cuscinetti a rulli Timken su tutte le sale |
| 60158-60162         | 1949                | Doncaster  | 388                |                                                                                      |

### Esercizio

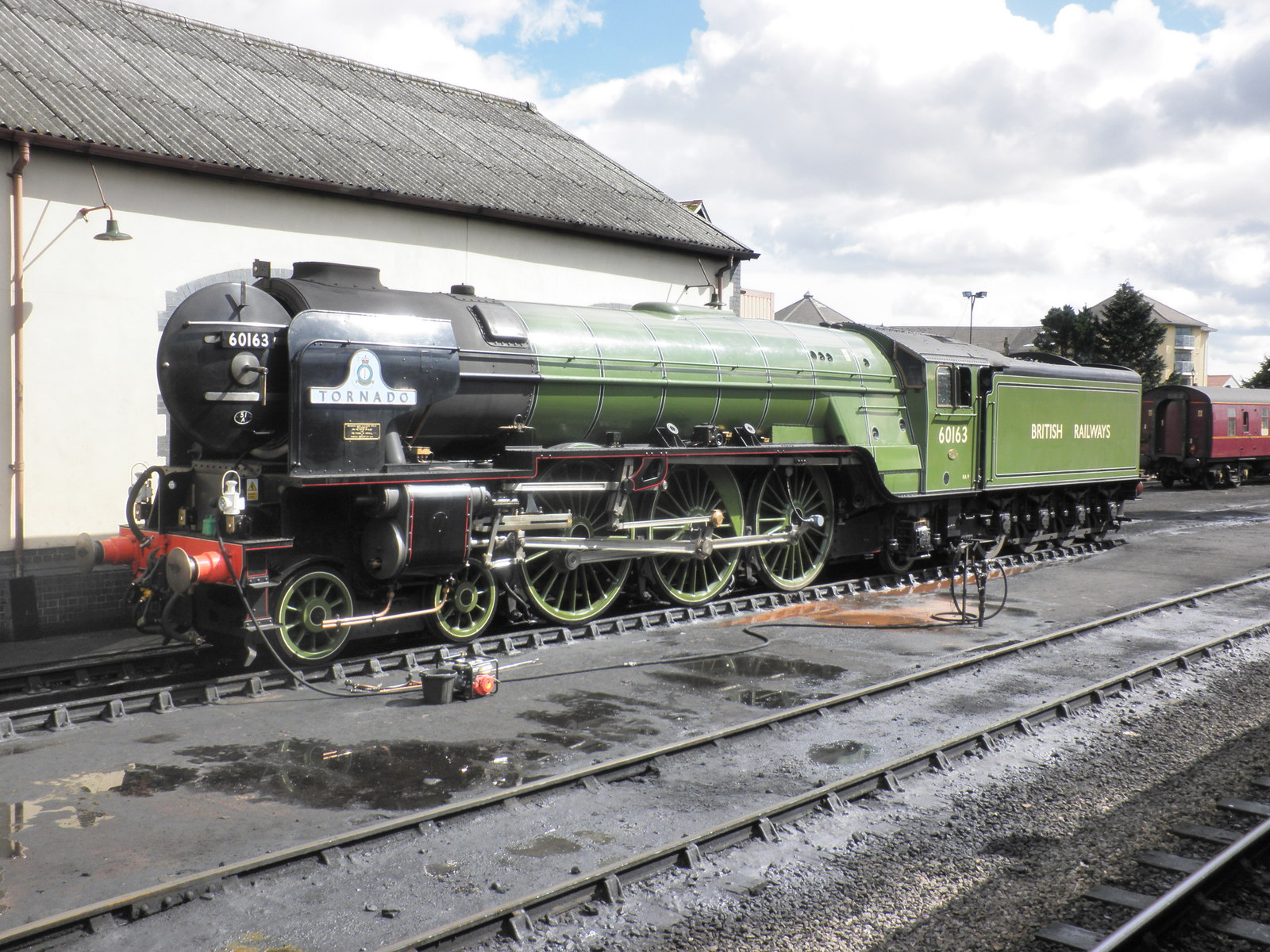
Pulizia della camera a fumo dopo l'effettuazione di un treno. Deposito di Minehead, 5 settembre 2010

Il gruppo A1 Peppercorn fu impiegato soprattutto sulla linea dorsale est (East Coast Main Line) Londra-York-Newcastle-upon-Tyne-Edimburgo-Aberdeen, generalmente al traino di convogli di 550 tonnellate di massa composti da 15 veicoli. La velocità massima programmata in orario era di 110 km/h.
Nel 1961 l'intero gruppo aveva percorso 48 milioni di miglia, equivalenti a 202 miglia giornaliere per locomotiva. Tale risultato fu giudicato il migliore del parco locomotive a vapore delle BR.
Furono locomotive notevoli anche per l'affidabilità: fra il 1949 e il 1961 le unità 60153-60157 assommarono 120.000 miglia tra due grandi riparazioni.
L'unico serio inconveniente d'esercizio delle A1 Peppercorn fu la tendenza al moto di galoppo, che fu imputata al carrello di guida anteriore ed eliminata con modifiche degli organi di richiamo.
A causa del veloce cambiamento dei sistemi di trazione dovuto ai piani di ammodernamento del sistema ferroviario britannico, impostati fin dal 1955 col piano di Modernisation and Re-Equipment of the British Railways, e del rinnovato impulso dato a esso dai primi anni Sessanta da Richard Beeching, le A1 Peppercorn furono demolite tutte entro il giugno 1966 (Geoff Drury, un cultore della trazione a vapore che era riuscito nello sforzo di preservare diverse locomotive tra cui la 60532 Blue Peter del gruppo A2 Peppercorn, aveva tentato senza esito d'acquistare la 60145 Saint Mungo).

## La locomotiva A1 Peppercorn 60163Tornado

### L'A1 Steam Locomotive Trust e il progetto dellaTornado

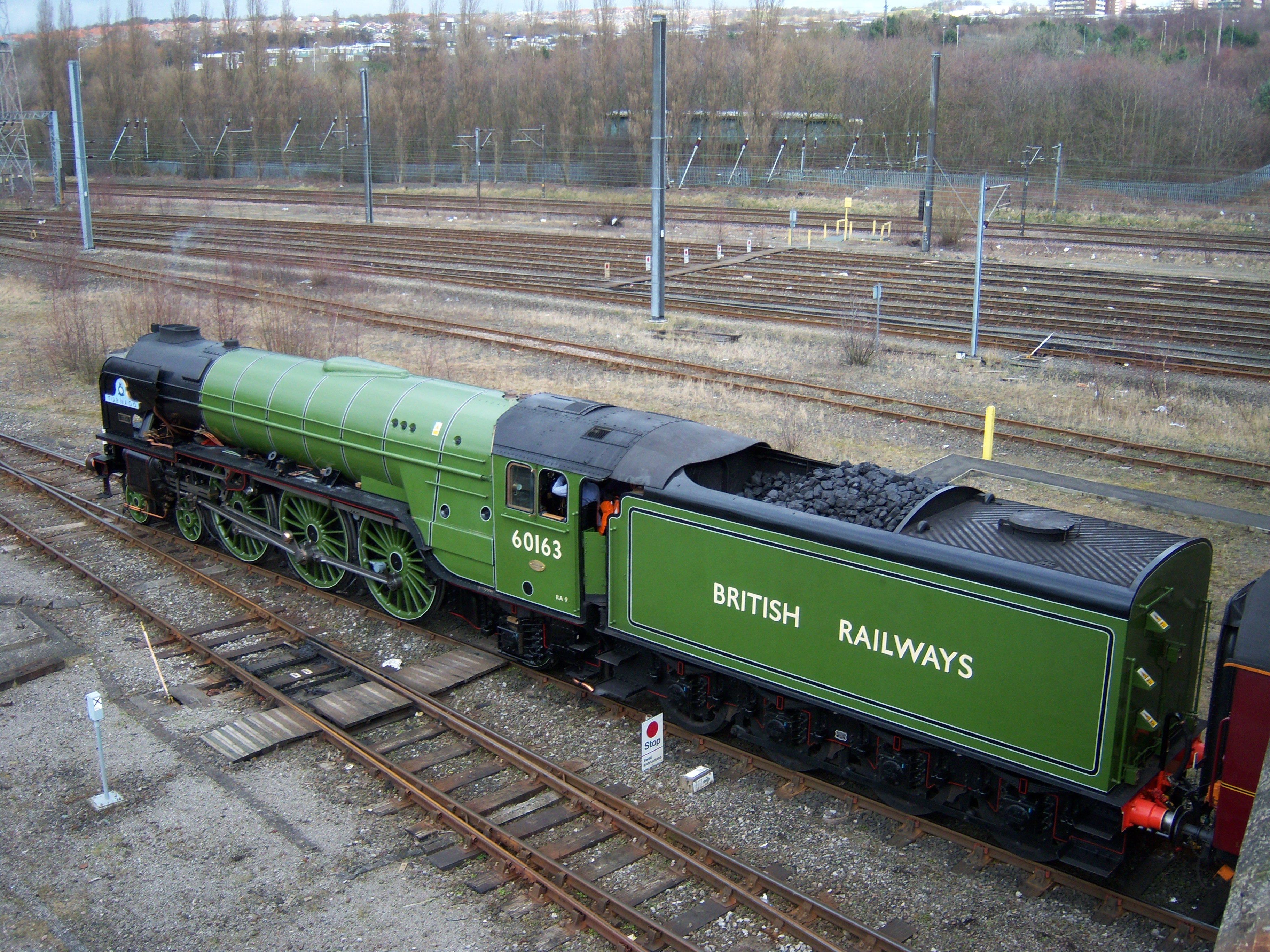
Insieme della macchina e del tender. La vista dall'alto permette di vedere le aperture per il caricamento del carbone e dell'acqua. Tyne, 12 marzo 2009

L'A1 Steam Locomotive Trust, composto da un gruppo d'ingegneri e di altri professionisti accomunati dalla passione per il ferroviario, costituitosi a Darlington il 24 marzo 1990, con una conferenza svoltasi il 17 novembre 1990 presso il Railway Institute di York (un'istituzione accademica dedicata alla storiografia dei trasporti, sostenuta dal National Railway Museum e dall'Università di York) rese noto il progetto di onorare il Peppercorn costruendo una locomotiva A1 Peppercorn funzionante. L'obiettivo era quello di partecipare alle manifestazioni previste per il 175º anniversario dell'inaugurazione della ferrovia Stockton-Darlington.
La grande professionalità che il Trust dimostrò fin dall'inizio, tanto nella fase di stesura del progetto quanto nella raccolta dei fondi necessari, permise di raccogliere donazioni di privati, coinvolgendo più di duemila cittadini che furono sensibilizzati con riunioni periodiche, con la pubblicazione di due notiziari e di un sito Internet. Furono stabilite delle quote fisse comprese fra le 25 £ e le 25 000 £, corrispondenti al valore di un singolo organo o sua parte, con dono di copia del corrispondente disegno tecnico.
A essi si aggiunsero varie industrie tra cui William Cook Cast Products (un importante gruppo siderurgico che donò il valore del tender: 200 000 £), Rolls-Royce, Corus (British Steels), BAE Systems e la Royal Air Force. L'azione congiunta dei privati e delle aziende permise di raccogliere la somma necessaria, prevista all'origine in 1,6 milioni £ e aumentata poi, per l'inflazione e per situazioni impreviste, fino al consuntivo di circa 3 milioni £.
La locomotiva fu denominata 60163 Tornado attribuendole il primo numero di matricola consecutivo all'ultimo usato per le A1 Peppercorn. Il nome "Tornado" fu scelto in onore dell'omonimo cacciabombardiere della Royal Air Force, che fu uno degli enti finanziatori del progetto. Sulle fiancate sono poste delle targhe con i crest di due basi della RAF che hanno ospitato i Tornado, RAF Cottesmore e RAF Leeming.

### Caratteristiche

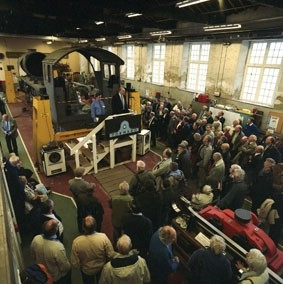
Presentazione delle parti già costruite (cabina, telaio, rodiggio e camera a fumo) a un gruppo di sottoscrittori. Sul podio, Mark Allatt, responsabile della comunicazione dell'A1 Steam Locomotive Trust, parla agli intervenuti. Officina dell'A1 Steam Locomotive Trust, 2004

La stesura del progetto fu preceduta da un'intervista tecnica a uno degli assistenti del Peppercorn, l'ingegner John F. Harrison, e proseguì col recupero e la digitalizzazione di circa 1 250 disegni tecnici conservati nell'archivio del National Railway Museum (nell'archivio del museo è conservato il corpus dei circa 20 000 disegni tecnici provenienti dall'officina di Doncaster) La mancanza di alcuni disegni costrinse a eseguirli ex novo, utilizzando poi programmi di simulazione numerica per assicurarsi della congruenza delle dimensioni e delle tolleranze con quanto già noto. A essa s'aggiunse la misura diretta di alcuni elementi della locomotiva 60532 Blue Peter resasi necessaria a causa di lacune della documentazione (parte dei dati progettuali faceva riferimento a tradizioni d'officina trasmesse oralmente) Il progetto esecutivo fu, come d'uso, redatto con sistemi CAD.
La tecnologia della trazione a vapore aveva continuato a essere oggetto di studio da parte delle aziende che ancora se ne servivano, di dipartimenti universitari e di singoli tecnologi. Specialmente dopo la crisi petrolifera del 1973 erano stati pubblicati diversi studi di macchine di elevate prestazioni e con caratteristiche innovative e in qualche caso si fu vicini al passaggio dallo studio di fattibilità al progetto esecutivo.
La notizia del progetto dell'A1 Steam Locomotive Trust, diffusasi rapidamente negli ambienti specializzati, spinse alcuni progettisti a proporre di modificare radicalmente il progetto originale per ottenere un significativo miglioramento delle prestazioni della macchina. Ma il Trust, volendo essenzialmente rendere omaggio al Peppercorn e ai suoi collaboratori, decise di aggiornarlo limitandosi a introdurre le migliorie rese necessarie dalle norme di sicurezza generali e ferroviarie, britanniche e internazionali, vigenti negli anni della progettazione della Tornado e puntando anche a una maggiore economicità e regolarità d'esercizio.
Le modifiche compresero una caldaia completamente saldata e senza chiodature; un focolare d'acciaio e non di rame; un telaio fuso in un solo pezzo; l'adozione dei cuscinetti a rulli; un carrello anteriore perfezionato; miglioramenti del circuito del vapore; l'aumento della capacità delle casse d'acqua del tender con conseguente riduzione della scorta di carbone (sulla base di stime della durata dei viaggi che avrebbe compiuto); e una riduzione complessiva della massa e delle dimensioni al fine di una più estesa circolabilità (il carico di 22,7 t su ognuna delle sale motrici le preclude il transito su linee dotate di armamento e ponti poco robusti).
Al freno a vuoto per il servizio con materiale storico britannico fu aggiunto il freno ad aria compressa, coll'aggiunta delle relative condotte per l'alimentazione di quelle dei veicoli trainati.
Inoltre la macchina fu dotata di un alimentatore elettrico (a turbina) sovradimensionato, dell'Automatic Warning System (AWS), del Train Protection and Warning System (TPWS), di un registratore degli eventi più moderno dei consueti tachigrafi e dell'European Rail Traffic Management System (ERTMS) compatibile col sistema GSM-Railway (GSM-R).

### Costruzione

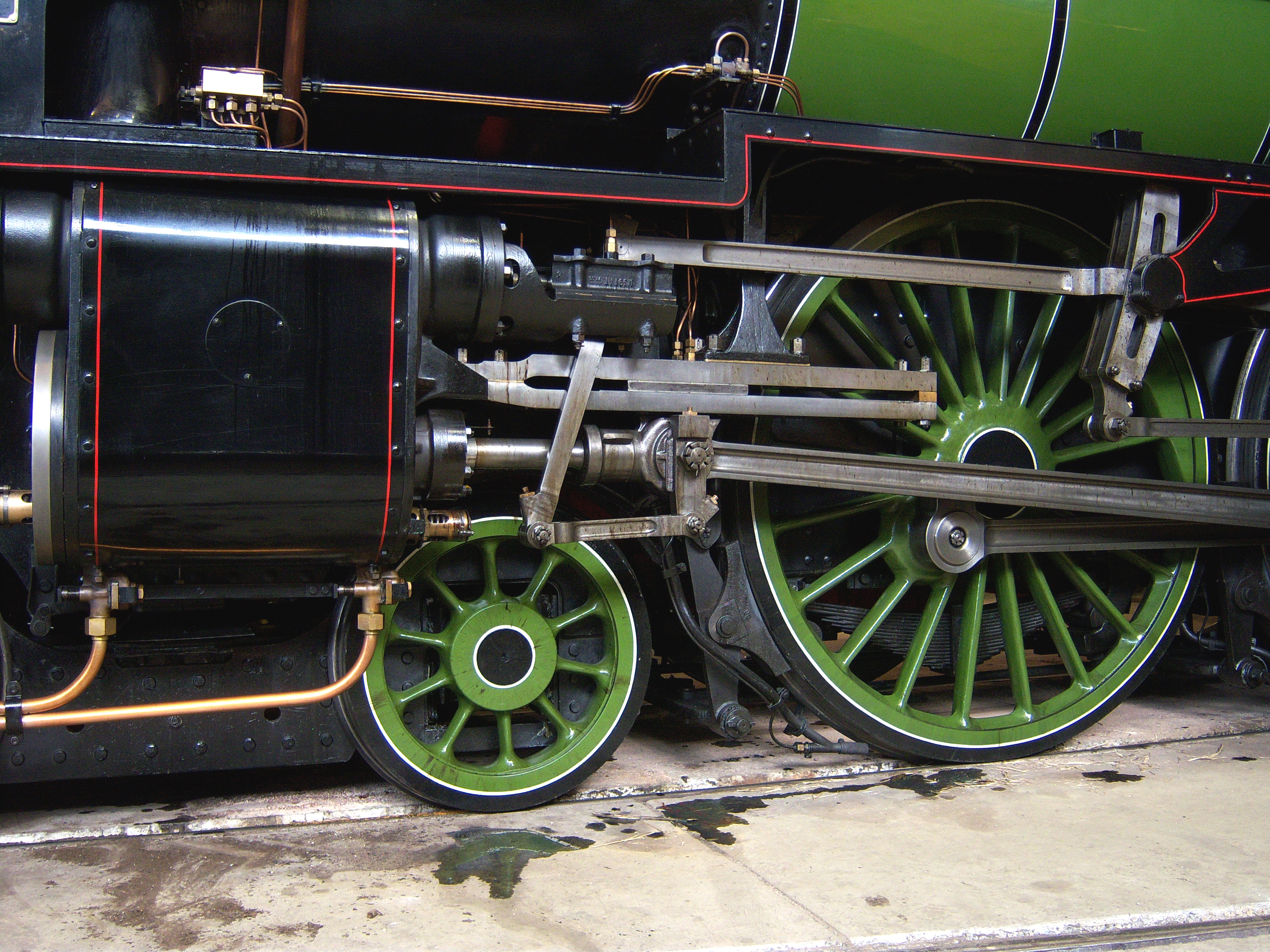
Caldaia, motore, biellismo, sala accoppiata, sala motrice e carrello di guida anteriore. National Railway Museum, 15 marzo 2009

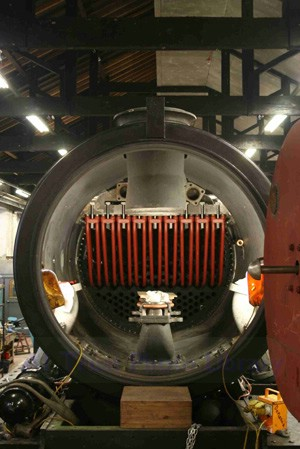
Camera a fumo aperta, con vista degli elementi del surriscaldatore, dell'eiettore Kylchap e del camino. Officina dell'A1 Steam Locomotive Trust, 2008

La costruzione della caldaia, chiesta senza esito a diversi stabilimenti inglesi, fu eseguita presso la Dampflokwerk Meiningen, un'officina di grande riparazione tedesca specializzata nella trazione a vapore, inaugurata nel 1863, poi dell'ex DR e che la DB, dopo la riunificazione tedesca, ha mantenuto quale centro d'eccellenza in grado di offrire a prezzi competitivi tali lavorazioni alla clientela europea ed extraeuropea (tra l'altro vi fu ricostruita la replica della locomotiva Adler coinvolta nell'incendio del museo ferroviario di Norimberga del 17 ottobre 2005).
Le altre lavorazioni a nuovo e la costruzione del tender furono ripartite fra vari stabilimenti inglesi.
Varie lavorazioni minori, il montaggio finale e la messa a punto vennero eseguite nell'officina di Darlington dell'A1 Steam Locomotive Trust, ospitata nell'edificio dell'ex Stockton and Darlington Carriage Works, costruito nel 1853, dal 1995 concesso al Trust e da questo ripristinato con fondi comunali, nazionali ed europei. Lo schema di verniciatura in "BR Green" e le iscrizioni identificative ripresero quelle in uso presso la British Railways dal 1951. Successivamente fu applicato uno schema in blu ("BR Blue") e nero che le BR avevano adottato su alcune macchine in sostituzione di quello normale. Negli anni cinquanta vennero studiati altri schemi, che però non furono mai adoperati prima della radiazione del gruppo.
Dopo una serie di prove culminate il 29 luglio 2008 nella prima corsa con le proprie forze all'interno dell'officina, il 1º agosto 2008 la Tornado compì i suoi primi movimenti di prova ufficiali alla presenza dei giornalisti, tre giorni prima del quarantesimo anniversario della fine ufficiale della trazione a vapore nelle BR e sessant'anni dopo la consegna della prima A1 Peppercorn.
Le certificazioni richieste per l'immissione in esercizio furono quelle stabilite dalla normativa inglese per le locomotive destinate alle ferrovie turistiche e rievocative, e anche quelle necessarie per l'accesso all'infrastruttura ferroviaria nazionale. In più, in previsione di eventuali trasferte sul continente (si ha notizia di richieste provenienti dagli ambienti amatoriali e turistici francesi e tedeschi), l'A1 Steam Locomotive Trust decise di chiedere anche il rilascio delle autorizzazioni previste dalle Specifiche Tecniche di Interoperabilità europee. Le prove necessarie si svolsero nella seconda metà del 2008 e terminarono il 19 novembre 2008, con la conseguente autorizzazione alla circolazione sull'infrastruttura ferroviaria nazionale (Network Rail).
La cronologia essenziale della costruzione è riassunta nella tabella seguente.
| Anno | Avvenimenti | Note                                                                                      |
| ---- | --- | ----------------------------------------------------------------------------------------- |
| 1990 | Costituzione dell'A1 Steam Locomotive Trust                                                                          |                                                                                           |
| 1994 | Inizio della costruzione dei cilindri e del telaio                                                                   |                                                                                           |
| 1995 | Completamento della costruzione del telaio. Fusione delle targhe                                                     |                                                                                           |
| 1996 | Consegna dei cilindri                                                                                                |                                                                                           |
| 1997 | Consegna del sito dell'officina all'A1 Steam Locomotive Trust                                                        |                                                                                           |
| 1998 | Costruzione della camera a fumo                                                                                      |                                                                                           |
| 1999 | Costruzione del rodiggio                                                                                             |                                                                                           |
| 2000 | Montaggio della parte anteriore del carro. Consegna e montaggio delle sale montate e della prima parte del biellismo |                                                                                           |
| 2004 | Prime prove di movimento del carro                                                                                   |                                                                                           |
| 2005 | Inizio della costruzione del tender e della caldaia                                                                  |                                                                                           |
| 2006 | Consegna e montaggio della caldaia. Prova a freddo                                                                   |                                                                                           |
| 2008 | Prova a caldo. Consegna del tender. Primi movimenti autonomi della macchina. Corse di prova ufficiali                | La prima corsa di prova senza fermate sulla Great Central Railway si svolse il 21 agosto. |
| 2009 | Autorizzazione all'esercizio sull'infrastruttura ferroviaria nazionale (Network Rail)                                |                                                                                           |

### Esercizio

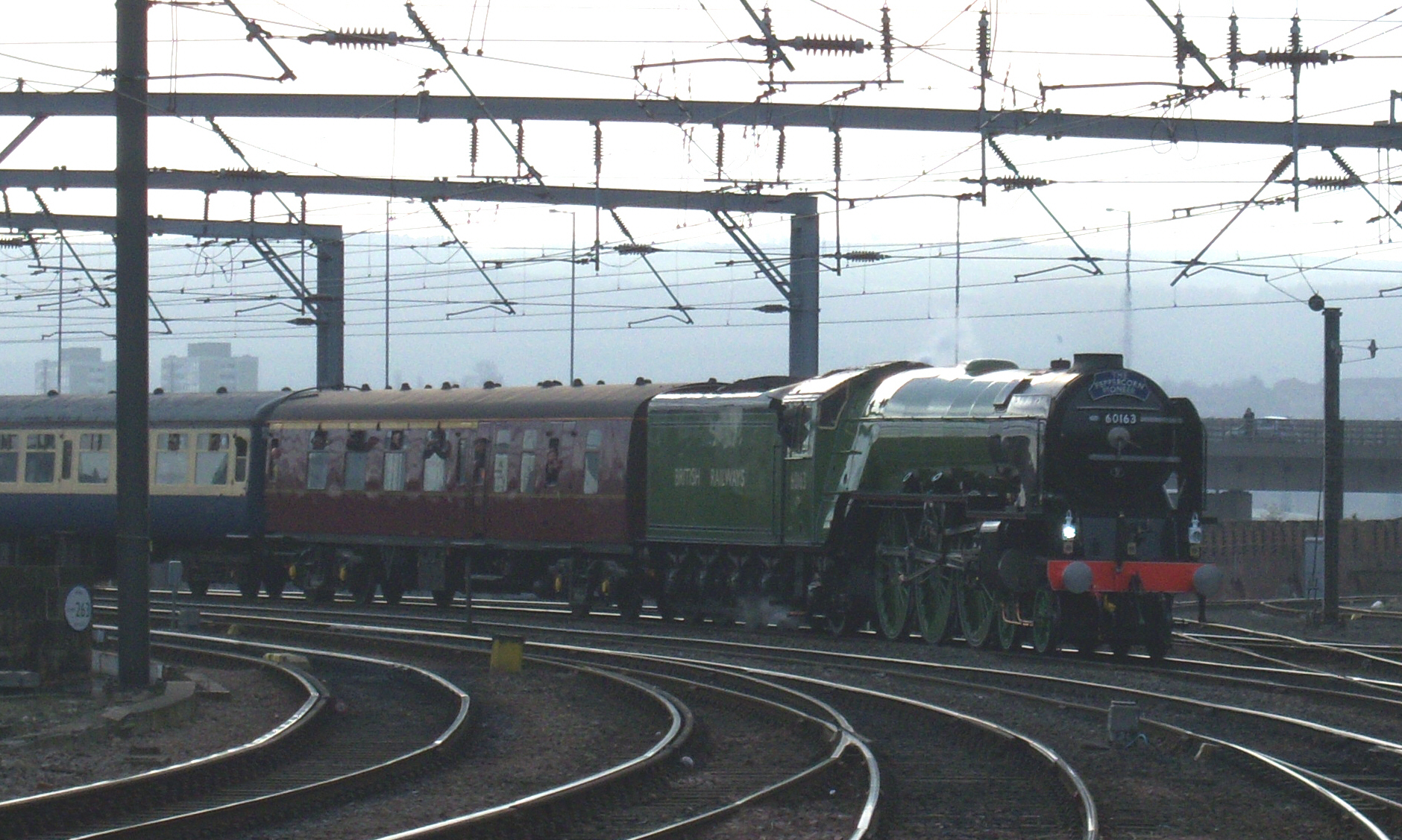
Stazione di Newcastle-upon-Tyne, 31 gennaio 2009: la Tornado attestata al Peppercorn Pioneer

La Tornado ha un'autonomia di 160 km fra due rifornimenti d'acqua e ha già toccato velocità di oltre 120 km/h a fronte dei 160 km/h teoricamente raggiungibili.
Dopo alcuni viaggi su ferrovie turistiche e rievocative (particolarmente significativi quelli sulla Great Central Railway che era stata sede di alcune corse di prova), l'esordio sull'infrastruttura ferroviaria nazionale ha avuto luogo il 31 gennaio 2009 con un viaggio da York a Newcastle via Darlington e Durham, con una composizione di 13 veicoli e 500 viaggiatori. Il treno fu denominato "Peppercorn Pioneer".
Costante e partecipe, fin dalle prime fasi del progetto, fu l'attenzione degli organi d'informazione non specializzati (stampa e televisione, tra cui il Daily Mail, il Guardian, il Times e la BBC), culminata nella cerimonia di denominazione presieduta dal principe Carlo d'Inghilterra.
Dal 2009 in poi la macchina è stata regolarmente utilizzata per la trazione di treni storici e turistici.
Nelle prime ore del 12 aprile 2017, durante una corsa di prova sulla East Coast Main Line, la Tornado è divenuta la prima  locomotiva a vapore che, dopo il 1967, ha toccato i 161 chilometri all'ora (100 mph) su detta linea. L'ultimo treno con trazione a vapore che, nell'esercizio normale sulla rete ferroviaria principale del Regno Unito, toccò la velocità di 100 mph circolò nel 1968

### Riferimenti
1. 1 2 3 4 5 6 7 8 9 10 11 12 13 14 15 16 17 18 19 20 21 22 23 24 25 26 27 28 29 30 31 32  Crisafulli, pp. 879-887.
2. 1 2 3 4 5 6 7 8 9 10 11 12 13 14 15 16 17 18 19 20 21 22 23 24 25 26 27 28 29 30  Crisafulli, pp. 22-27.
3. ↑  Wragg, pp. 66-67.
4. ↑  The LNER encyclopedia. The Gresley A4 Pacifics. Cf .
5. ↑  Wragg, p. 67.
6. ↑  The LNER Encyclopedia. Arthur H. Peppercorn .
7. ↑  Glancey, pp. 25-44.
8. ↑  M. G. Boddy, E. Neve, W. B. Yeadon, Locomotives of the L.N.E.R., Part 2A: Tender Engines—Classes A1 to A10, edited by E. V. Fry, Kenilworth, RCTS, 1978, ISBN 0-901115-25-8, p. 193.
9. ↑  (EN) Richard Marsden, The Peppercorn A1 Pacifics, su lner.info. URL consultato il 3 febbraio 2023.
«Five of the A1s (Nos. 60153-7) were fitted with Timken roller bearings on all of their axles.»
10. 1 2 3 4  Ingall, p. 21.
11. ↑  Ingall, p. 74, 86.
12. ↑  Allatt, p. 16.
13. ↑  Allatt, pp. 17-18.
14. ↑  Ingall, p. 26.
15. 1 2  Allatt, p. 17.
16. ↑  Ingall, p. 28.
17. ↑  Brodie, pp. 44-46.
18. ↑  Ingall, pp. 70-71.
19. ↑  Ingall, pp. 68-70.
20. ↑  Ingall, pp. 54-57.
21. ↑  Ingall, pp. 34-36.
22. ↑  Che continuava quello della LNER. Cf The LNER Encyclopedia. LNER Locomotive and Rolling Stock Liveries .
23. ↑  Glancey, pp. 199-200.
24. ↑  Cousins, p. 29.
25. ↑  Cf The Communication Cord, (2012), n. 28, p. 1:  Archiviato il 22 marzo 2018 in Internet Archive..
26. ↑  Ingall, pp. 92-95.
27. ↑  Ingall, pp. 101-103.
28. ↑  Nicholas, pp. 28-32.
29. ↑  Allatt, pp. 14-19.
30. ↑  Allatt, pp. 28-35.
31. ↑  Brodie, pp. 44-51.
32. ↑  Steam Railway magazine, (2009), n. 358, pp. 44-46.
33. ↑  Farr, p. 8.
34. ↑  Esaustive rassegne in (EN) A1 Steam Locomotive Trust. News. In the media, su a1steam.com. URL consultato il 2 aprile 2013 (archiviato dall'url originale il 2 marzo 2013).
35. ↑  Milner, p. 9.
36. ↑  Ingall, pp. 103-113.
37. ↑  Harley Tamplin, Steam train hits 100 mph on main line for the first time since the 1960s, in Metro, 12 aprile 2017: .
38. ↑  Graham Langer, 100mph on the East Coast Main Line!, in The tornado telegraph, (2017), n. 80, pp. 1-2  Archiviato il 9 gennaio 2018 in Internet Archive..
39. ↑  Andrew English, Tornado warning: we join 100mph steam loco on secret dawn test run, in The Telegraph, 13 April 2017: .

### Fonti a stampa
- (EN) M. G. Boddy, E. Neve e W. B. Yeadon, Locomotives of the L.N.E.R., Part 2A: Tender engines—Classes A1 to A10, edited by E. V. Fry, Kenilworth, RCTS, 1978, ISBN 0-901115-25-8.
- (EN) Mark Allatt, The Tornado story, in The railway magazine, vol. 154, n. 1284, 2008,  pp. 14-19.
- (EN) Mark Allatt, The Tornado story, in The railway magazine, vol. 154, n. 1285, 2008,  pp. 28-35.
- (EN) Adrian Brodie, They really did build a new 4-6-2 !, in Trains, vol. 69, n. 2, 2009,  pp. 44-51.
- (EN) Matthew Cousins, British Railways considered turning the A1s out in four different liveries, in The railway magazine, vol. 155, n. 1296, 2009,  p. 29.
- Alessandro Crisafulli, A1 60163 Tornado: la nuova locomotiva a vapore inglese, in Ingegneria ferroviaria, vol. 64, n. 10, 2009,  pp. 879-887.
- (EN) Keith Farr, A1 triumphs on its maiden run, in The railway magazine, vol. 155, n. 1296, 2009,  p. 8.
- (EN) Chris Milner, Tornado hauls the Royal Train after being named by Prince Charles, in The railway magazine, vol. 155, n. 1296, 2009,  p. 9.
- (EN) Graham Nicholas, Testing time, in The railway magazine, vol. 155, n. 1302, 2009,  pp. 28-32.
- (EN) Jonathan Glancey, Tornado. 21st Century Steam, Warmington, Books on Track, 2010, ISBN 978-0-9566770-0-6.
- (EN) Tom Ingall, Tornado. Extraordinary dreams, Hersham, Ian Allan, 2010, ISBN 978-0-7110-3543-0.
- Alessandro Crisafulli, Un Tornado per l'Inghilterra, in I treni, vol. 32, n. 334, 2011,  pp. 22-27.
- (EN) David Wragg, LNER handbook. The London & North Eastern Railway 1923-1947, Yeovil, Haynes, 2011, ISBN 978-1-84425-827-7.
- (EN) Geoff Smith, The A1 Steam Locomotive Trust Tornado. New Peppercorn Class A1, 2008 onwards. Owners' workshop manual. An insight into the construction, maintenance and operation of the first steam locomotive built in UK since 1960, Sparkford-Yeovil, Haynes, 2015, ISBN 978-0-85733-848-8.

### Fonti elettroniche
- The Communication Cord, notiziario dell'A1 Steam Locomotive Trust, 1 (2004)-
- The Tornado Telegraph, notiziario dell'A1 Steam Locomotive Trust, 1 (2009)-